# سیارک ۴۴۱۱۷
سیارک ۴۴۱۱۷ (به انگلیسی: 44117 Haroldlarson، نامگذاری:1998HL27) چهل و چهار هزار و صد و هفدهمین سیارک کشف شده‌است که در ۲۱ آوریل ۱۹۹۸ کشف شد.